# Marek Hrubec
Marek Hrubec (* 26. prosince 1968) je český filosof a sociální vědec, zaměřuje se na sociální a politickou filosofií, globální studia a kritickou teorii společnosti a politiky. Teritoriálně se v rámci globálních studií věnuje především makroregionům, v poslední době hlavně Latinské Americe, Číně a východní Africe. Je aktivní také v rámci občanské společnosti, veřejnosti a sociálních hnutí v České republice a zahraničí.

## Studium
Vystudoval filosofii a sociologii na Filozofické fakultě Univerzity Karlovy v Praze (Mgr. 1996). Doktorské studium filosofie i rigorózní řízení absolvoval na téže univerzitě v roce 2001. Během studií absolvoval stipendijní pobyty v USA a ve Velké Británii včetně Oxfordské univerzity.

## Věda

### Vědecký výzkum
Kritická sociální věda
Zaměřuje se na globální studia, politickou a sociální filosofii a na politologickou a sociologickou teorii. Zkoumá vzorce uznání různých sociálních skupin a provádí kritickou analýzu sociální, ekonomické, politické a kulturní nespravedlnosti. Rozvíjí normativní koncepce sociálního a politického uspořádání a studuje vztahy mezi kulturami a globální civilizací. Ve své teorii předložil komplexní sociální a politickou koncepci, v níž propojil spravedlnost v lokálním a národním rámci se spravedlností v mezinárodních a globálních interakcích. Je formulována především v jeho knize Od zneuznání ke spravedlnosti (Filosofia 2011), jejíž podtitul upřesňuje, že tato teorie spravedlnosti je pojata jako kritická teorie globální společnosti a politiky. Metodologicky je založena na trichotomii kritika, vysvětlení, normativita, jež je základním principem výkladu: vyjadřuje argumentační dynamiku úsilí o spravedlnost, které postupuje od kritiky negativních momentů společenské reality přes vysvětlení pozitivních fragmentů reality až k rozvinutí těchto fragmentů v normativním pojetí společnosti v globálního spravedlnosti. V návaznosti na tuto svoji kritickou intersubjektivní teorii se M. Hrubec věnoval výzkumu se svým vědeckým týmem například v knize Towards a New Research Era: Global Comparison of Research Distortions (Brill 2023), jež vyšla také v českém a slovenském jazyce (Sl. spisovatel 2023). Publikace analyzuje komerční, byrokratickou a ideologickou deformaci humanitních a sociálních věd a formuluje alternativní, kritický a participační přistup k poznání společnosti. Rozbor zde komparativně mapuje střední Evropu, západní Evropu a USA, Afriku, Latinskou Ameriku, Rusko, Čínu a Indii.
Makroregiony světa
V dalších výzkumných projektech, které vedl, M. Hrubec se spolupracovníky analyzuje jednotlivé makroregiony světa. V knize Africa in a Multilateral World. Afropolitan Dilemmas (Routledge 2022) zkoumá chronologickou a teritoriální analýzu filosofického a společenskovědního výzkumu se záměrem formulovat koncept politické a ekonomické organizace v Africe vzhledem k různým makroregionům v globálních interakcích, viz také Africká filosofie společnosti: vývojová perspektiva (Filosofia 2022). Číně se Hrubec věnuje v knize Global China (Foreign Languages Press 2021) a v Čína a její partneři: Interakce v Eurasii (Veda 2021). Publikace se věnují především vztahům mezi Čínou a Evropou. Dvě knihy vydal společně se spolupracovníky z Latinské Ameriky, konkrétně z brazilské univerzity PUCRS Porto Alegre: From Social to Cyber Justice: Critical Views on Justice, Law, and Ethics (2018) a dále knihu Justice and Recognition (2015). Na islámský svět, konkrétně na interkulturní dialog s Íránem, se zaměřil v Between Islam and the West (Filosofia 2009). Již dříve analyzoval evropská dilemata, například v Spor o Evropu: postdemokracie, nebo predemokracie? (Filosofia 2004).
Kultury, civilizace, systémy
Celkovým rámcem vztahu mezi jednotlivými kulturami a civilizacemi se zabýval v publikaci Interkulturní dialog o lidských právech: západní, islámské a konfuciánské perspektivy (Filosofia 2008). Transformačnímu a revolučnímu vývoji celých systémů v řadě zemí se věnoval v knize Social Transformations and Revolutions (Edinburgh University Press 2016, česky a slovensky 2014) a ambivalentnímu společenskému vývoji v návaznosti na Beckovu kritickou teorii pak v publikaci Riziková společnost a globální ohrožení (Sociologické nakladatelství Slon (2017). Výzkum demokracie v globální době publikoval v knihách Globální spravedlnost a demokracie a Demokracie, veřejnost a občanská společnost (obě Filosofia 2004).
Sociální spravedlnost
Marek Hrubec se věnuje různým dimenzím sociální spravedlnosti, například editoval publikaci Sociální kritika v éře globalizace: odstraňování sociálně-ekonomických nerovností a konfliktů (Filosofia 2008). Dlouhodobě se s M. Brabcem zabývá sociálním a občanským tématem nepodmíněného základního příjmu, viz Basic Income in the World: Arguments, Experiments, History (Epocha, 2020, 2022; anglicky i česky) a předtím knihu, jež nabízí polemiku o základním příjmu s více směry politické filosofie, Všeobecný základní příjem: právo na lenost, nebo na přežití? (Filosofia 2007)..

### Časopisy
Tématům svého výzkumu v oblasti teorie společnosti a politiky, především s orientací na globální témata, se věnuje také jako člen redakčních rad časopisů Filosofický časopis (Česko), Human Affairs (Německo, Slovensko), Civitas (Brazílie), Journal of Migration and Global Studies (Nigérie) a Philosophica Critica (Slovensko).

### Instituce
Od roku 2001 vedl Oddělení morální a politické filosofie, v roce 2006 založil Centrum globálních studií na Filosofickém ústavu Akademie věd ČR v Praze, které vedl do roku 2021. V letech 2014 a 2015 byl zakládajícím rektorem East Africa Star University, která poskytuje vzdělání studentům z post-konfliktních a konfliktních zemí subsaharské Afriky, především z východní Afriky (univerzita je umístěna na hranicích Burundi, Rwandy a Konga). Je členem Global Studies Association, International Political Science Association a dalších vědeckých organizací. Je také členem European Academy of Sciences and Arts. V rámci aktivit UNESCO se zaměřuje na vědeckou diplomacii.

## Pedagogická činnost a konference
Od roku 2006 do pandemie v roce 2020 přednášel na Univerzitě Karlově v Praze, zaměřoval se především na sociální a politickou filosofii, politickou sociologii a globální studia střídavě na Katedře sociologie a na Ústavu politologie Filozofické fakulty. Přednášel a realizoval výzkum také na mnoha univerzitách v zahraničí: v EU, USA, Číně, Brazílii, Rusku, Indii, Indonésii, Kazachstánu, Jižní Koreji, Chile, Uruguayi, Íránu, Palestině, Etiopii, Nigérii, Burundi, Rwandě, na Kubě a dalších zemích. Od roku 2001 organizuje pravidelné konference a semináře, především na témata globálních studiích a sociální filosofie.

## Občanská společnost a politická veřejnost
Podílí se na aktivitách občanské společnosti a poskytuje poradenskou činnost politikům.

## Mediální kauza
Zpravodajský portál Aktuálně.cz zveřejnil informace o údajné nevhodnosti publikování audio-rozhovorů Hrubcových spolupracovníků v Literárních novinách a o členství Hrubce v mezinárodní vědecké radě budapešťského China-CEE Institute, který spolupracuje s Čínskou akademií sociálních věd, a proto je údajně podezřelá ze špionáže. Následně se doložilo, že čeští vědci nemusejí být problematizováni za prostředkovanou spolupráci s Čínskou akademií, protože s ní mají přímou oficiální spolupráci prostřednictvím smluv pro společnou realizaci projektů, podobně jako řada jiných institucí v EU, USA apod. Předmětem sporu se staly také Hrubcovy popularizační články, které ale jeho zastánci doložili jako stanoviska v souladu se světovými vědci, včetně nositele Nobelovy ceny, a OSN.
V reakci na kauzu vedení Filosofického ústavu rozhodlo o odvolání Hrubce z pozice ředitele Centra globálních studií. Případem se pak rovněž zabývala Komise pro etiku vědecké práce Akademie věd ČR. Z jejího stanoviska vyplývá, že Marek Hrubec minimálně jednou významně porušil Etický kodex AV ČR, když jako editor knihy Global China: Opening Up and the Belt and Road Initiative dostatečně neinformoval autory o podmínkách vydání publikace, svévolně upravoval jejich texty či nezabránil jejich úpravám, a některé dohodnuté studie do knihy nezařadil.  Právní zástupce M. Hrubce řeší manipulativní a nepravdivé informace publikované v médiích a jejich důsledky, Hrubec se odvolává na Listinu základních práv a svobod (čl. 15 odst. 2 o svobodě bádání a čl. 17 odst. 1 o svobodě projevu). Během mediální kauzy se vzedmula vlna na podporu Marka Hrubce prostřednictvím dopisů od významných vědců z Česka a dalších zemí Evropy, Ameriky a Asie; některé dopisy osobností ze Slovenska byly i publikovány. Ve sporu zazněly ještě další teze, které jsou však neprokázané a zdrojově nedoložitelné.

## Vybraná díla - knihy
- Marek Hrubec, Emil Višňovský, eds. (2023; anglické vydání). Towards a New Research Era. Global Comparison of Research Distortions
- Marek Hrubec, Emil Višňovský, eds. (2023; české vydání). K nové vědecké epoše. Globální srovnání deformací vědy
- Jan Svoboda, Marek Hrubec, Albert Kasanda (2022). Africká filosofie společnosti
- Marek Hrubec, Albert Kasanda, eds. (2021). Africa in a Multilateral World. Afropolitan Dilemmas
- Marek Hrubec et al. (2021). Global China. Opening Up and the Belt and Road Initiative (publikováno také v čínském jazyce)
- Marek Hrubec, Emil Voráček,a kol. (2021). Čína a její partneři. Interakce v Eurasii
- Marek Hrubec, Martin Kopecký, eds. (2021). Nová vědecká éra? Od byrokratické komerce ke kreativitě ve veřejném zájmu
- Marek Hrubec, Martin Brabec, Markéta Minářová (2021, 2022; anglické vydání). Basic Income in the World. Arguments, Experiments, History
- Marek Hrubec, Martin Brabec, Markéta Minářová (2021, 2022; české vydání). Základní příjem pro všechny: argumenty, experimenty, dějiny
- Nythamar de Oliveira, Marek Hrubec, Emil Sobottka, eds. (2018). From Social to Cyber Justice. Critical Views on Justice, Law, and Ethics
- Marek Hrubec, Oleg Suša, eds. (2017). Riziková společnost a globální ohrožení
- Marek Hrubec, Johann A. Arnason, eds. (2016). Social Transformations and Revolutions
- Marek Hrubec, Nythamar de Oliveira, Emil Sobottka, Giovani Saavedra, eds. (2015). Justice and Recognition
- Marek Hrubec, Ladislav Hohoš, Peter Dinuš a kol. (2014). Revoluce nebo transformace?
- Marek Hrubec a kol. (2013). Kritická teorie společnosti. Český kontext
- Marek Hrubec a kol. (2012). Etika sociálních konfliktů
- Marek Hrubec (2011). Od zneuznání ke spravedlnosti. Kritická teorie globální společnosti a politiky
- Marek Hrubec, Miroslav Pauza, Josef Zumr a kol. (2011). Myslitel Karel Kosík
- Marek Hrubec a kol. (2010). Martin Luther King proti nespravedlnosti
- Marek Hrubec, ed. (2009). Between Islam and the West
- Marek Hrubec a kol. (2008). Sociální kritika v éře globalizace. Odstraňování sociálně-ekonomických nerovností a konfliktů
- Marek Hrubec, ed. (2008). Interkulturní dialog o lidských právech. Západní, islámské a konfuciánské perspektivy
- Marek Hrubec, Phillippe Van Parijs, Martin Brabec a kol. (2007). Všeobecný základní příjem
- Marek Hrubec, ed. (2005). Spor o Evropu: postdemokracie, nebo predemokracie?
- Marek Hrubec, ed. (2004). Globální spravedlnost a demokracie
- Marek Hrubec, ed. (2004), Demokracie, veřejnost a občanská společnost